# Miguel Ángel Peña
Pour les articles homonymes, voir Peña (homonymie).
Peña  Cáceres est un nom espagnol. Le premier nom de famille, en général paternel, est Peña ; le second, en général maternel, souvent omis, est Cáceres.
Miguel Ángel Peña Cáceres (né le 8 juillet 1970 à Grenade) est un coureur cycliste espagnol. Professionnel de 1993 à 2001, il a notamment remporté le Tour d'Andalousie en 2000.

## Palmarès

### Palmarès amateur
- 1993
  - Ronde du Maestrazgo
  - Tour de Bigorre
  - Tour de León

### Palmarès professionnel
- 1995
  - 2e du Trofeo Comunidad Foral de Navarra
- 1998
  - 7e étape du Critérium du Dauphiné libéré
  - 2e du Critérium du Dauphiné libéré
- 2000
  - Tour d'Andalousie :
    - Classement général
    - 3e étape

  - 1re étape du Tour de Catalogne (contre-la-montre par équipes)
  - 4e étape du Tour de France (contre-la-montre par équipes)

## Résultats sur les grands tours

### Tour de France
3 participations
- 1998 : retrait de l'équipe Banesto (17e étape)
- 1999 : 43e
- 2000 : abandon (13e étape)

### Tour d'Espagne
2 participations
- 1995 : 35e
- 1996 : abandon

### Tour d'Italie
3 participations
- 1995 : 72e
- 1999 : 41e
- 2001 : abandon (8e étape)